# Jacques Mamounoubala
Jacques Mamounoubala est un footballeur international congolais (RC) des années 1970, qui évoluait au poste d'attaquant.

## Biographie
International congolais (RC), Mamounoubala participe à la CAN 1978, inscrivant un but contre l'Ouganda, insuffisant pour gagner (défaite trois buts à un). La sélection congolaise termine dernière du groupe avec un point pris contre la Tunisie. Il inscrit un second but lors de sa dernière sélection en 1981 contre le Niger. 
En club, il joue en faveur du CARA Brazzaville, remportant la Coupe des clubs champions africains 1974. Il finit sa carrière à l'Avenir du rail et arrête définitivement lors de la saison 1985-1986.

## Buts en sélection
| Buts en sélection de Jacques Mamounoubala | Buts en sélection de Jacques Mamounoubala | Buts en sélection de Jacques Mamounoubala | Buts en sélection de Jacques Mamounoubala | Buts en sélection de Jacques Mamounoubala | Buts en sélection de Jacques Mamounoubala | Buts en sélection de Jacques Mamounoubala |
|                                           | Date                                      | Lieu                                      | Adversaire                                | Score                                     | Résultat                                  | Compétition                               |
| ----------------------------------------- | ----------------------------------------- | ----------------------------------------- | ----------------------------------------- | ----------------------------------------- | ----------------------------------------- | ----------------------------------------- |
| 1.                                        | 6 mars 1978                               | Kumasi (Ghana)                            | Ouganda                                   | 1-2 (1 but à 80e)                         | 1-3                                       | CAN 1978 (1er tour)                       |
| 2.                                        | 5 octobre 1981                            | ? (République du Congo)                   | Niger                                     | 4-0 (1 but)                               | 4-0                                       | Amical                                    |